# 俾斯麥 (密蘇里州)
俾斯麥（英語：Bismarck）是位於美國密蘇里州聖弗朗索瓦縣的城市。

## 人口
根據2020年美國人口普查的數據，俾斯麥的面積為2.58平方千米，皆為陸地。當地共有人口1239人，而人口密度為每平方千米480人。